# Iizasa Ienao
Iizasa Chōisai Ienao (飯篠 長威斉 家直, 1387-1488) est le fondateur du Tenshin Shoden Katori Shintō Ryu. Il est né dans le village de Iizasa, situé dans la préfecture de Chiba, au sud de Tokyo. Sa contribution à la pérennité de la culture japonaise est indéniable et il a ouvert la voie à plusieurs autres arts martiaux. À l'époque, il n'existait pas d'école d'arts martiaux mais seulement quelques familles qui en conservaient la doctrine. Ienao s’exerça depuis l’enfance à manier le sabre et la lance, pour parvenir à maîtriser les techniques de combat. Risuke Otake, shihan (instructeur en chef) de l'école Katori dit de lui: « Au champ de bataille, il ne cesse de se battre mais jamais ne perd, et bientôt sa réputation dépasse les limites de sa province ».

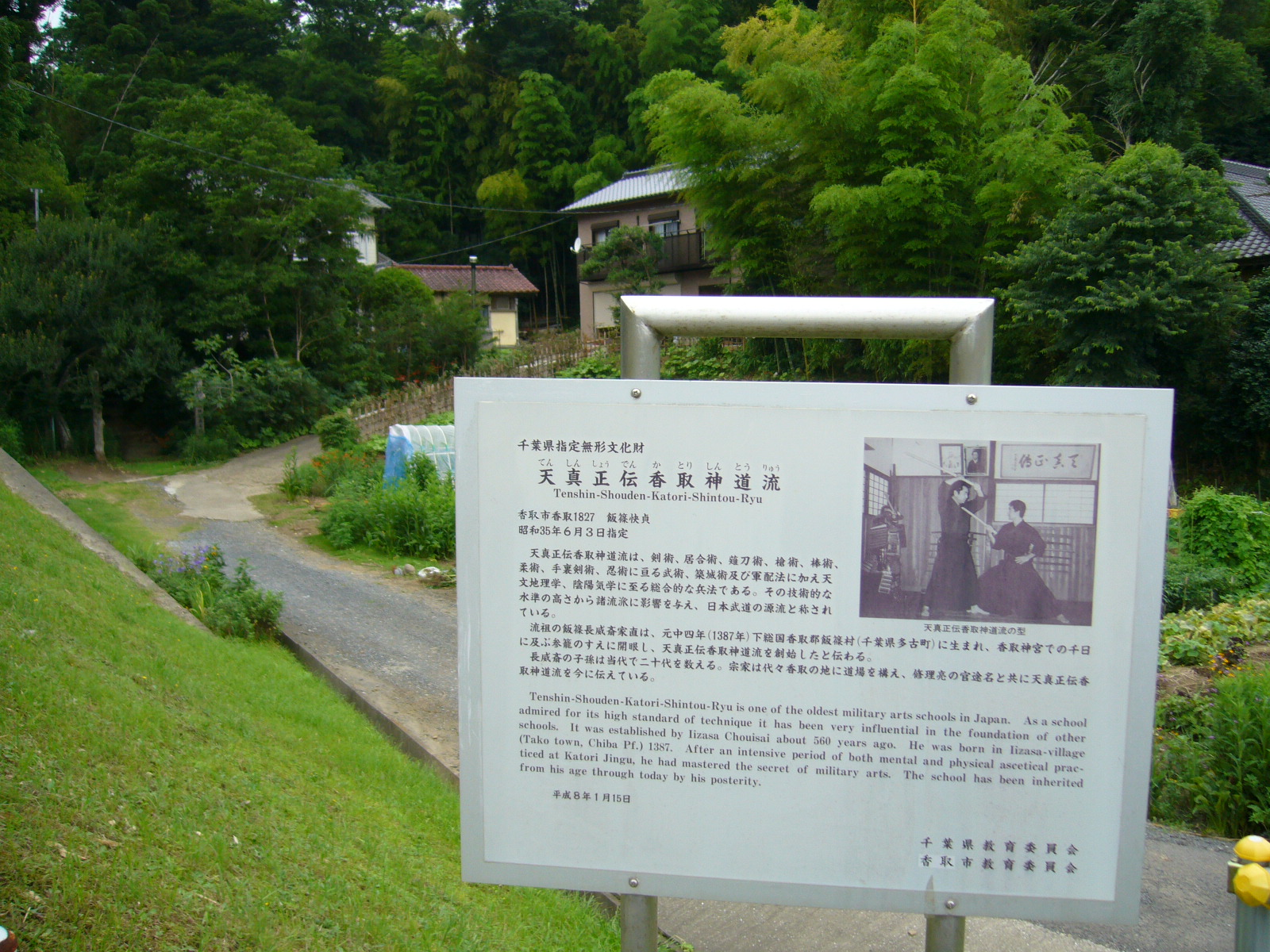
Panneau devant le dojo du Tenshin Shoden Katori Shintō Ryu à Kaori

Un jour qu'il visitait le temple Katori, il fut profondément touché et décida de s'installer à cet endroit pour y pratiquer et y approfondir les arts martiaux. Puis, à l'âge de 64 ans, il s'installa près du temple Katori, où est encore érigé un monument à sa mémoire. Tous les matins, avant le lever du jour, été comme hiver, Ienao pratiquait l'art du sabre, de la naginata et du yari. Ses exercices se poursuivaient toute la journée et se terminaient par un bain de purification en eau glacée et des
prières devant le temple Katori. De retour dans sa demeure, il étudiait, jusqu'à épuisement, des textes religieux et philosophiques. Il poursuivit cette ascèse, dit-on, durant 1000 jours.
Au cours d'une nuit, le Dieu du temple Katori (Futsunushi no kami) lui apparut en rêve sous la forme d'un jeune garçon, assis sur la branche d'un vieux prunier, à l’endroit même où se déroulait la pratique journalière. Le Dieu interpella Ienao, lui demandant de s'approcher afin de lui remettre un rouleau du Heiho shinsho (traité divin de la stratégie guerrière), et lui disant : « Chosai, tu seras le maître des escrimeurs de l’Empire ». Après ces mots, le jeune garçon bondit de l'arbre et disparut. À son réveil, Ienao était toujours en possession du manuscrit, le Heiho shinsho, contenant la description de techniques et stratégies martiales. À la suite de cette révélation, Ienao prit le nom de « Choisai » et fonda son école de sabre, qu’il nomma en utilisant le terme Katori, pour souligner l’apport du Dieu du temple Katori. Afin d'honorer le Dieu Futsunushi no o kami, il ajouta également l’expression Tenshin Shoden (transmis des Dieux). Puis il adjoint le mot Shinto, qui signifie sabre immaculé, désignant ainsi son art comme le Tenshin Shoden Katori Shintō Ryu.
Il pratiqua avec acharnement pendant plusieurs années encore. À l'âge de 70 ans, il fut consacré grand professeur de sabre et considéré presque à l’égal d’un Dieu. Il fonda une école. Son école prospéra et il enseigna à de nombreux disciples. Le légendaire Miyamoto Musashi lui-même figure dans le registre de l'école. Chosai Ienao mourut un 15 avril, à l'âge vénérable de 102 ans. Presque tous les arts du maniement du sabre inventés au milieu de l'ère Ashikaga ont reçu l'influence de son école.
Premier descendant de Morichika, le seigneur de Wakasa, il a bien suivi l'enseignement de son père. Il excella surtout dans l'art du maniement de la lance.
Depuis lors, ses descendants ont fait de nombreux disciples à travers tout le Japon.
Maître Ienao avait dénommé son école « Tenshin Shoden Katori Shintō Ryu », mais par la suite, d’autres noms servirent à la désigner. Toutefois, en 1940, il fut décidé de ne plus utiliser que le nom original. Le « Tenshin Shoden Katori Shintō Ryu » fut consacré "patrimoine culturel immatériel de la préfecture de Chiba" en avril 1960. Il est un témoignage historique de l’héritage culturel du Japon. On le désigne souvent par « Tenshin Shoden Katori Shintō Ryu ». Le terme « Kobudo », qui signifie « arts martiaux anciens ».

## L'essence du mouvement reste le BO, faire tourner un bâton est probablement la chose la plus ancienne de l'homme. Prenez ne serait-ce qu'un manche à balai et vous allez comprendre ce qu'est "l'essence du mouvement".
Le Doc.
- Arts martiaux japonais
- Budo
- Tenshin Shōden Katori Shintō-ryū